# سارا کالدول
سارا کالدول (انگلیسی: Sarah Caldwell؛ ۶ مارس ۱۹۲۴ – ۲۳ مارس ۲۰۰۶) یک رهبر ارکستر، مدیر اپرا و کارگردان هنری اپرا اهل ایالات متحده آمریکا بود که تا سال بازنشستگی‌اش در ۲۰۰۴ فعالیت حرفه‌ای می‌کرد.
او دانش‌آموختهٔ «دانشکدهٔ هندریکس» و «دانشگاه آرکانزاس» و همچنین از شاگردان فرانسیس جود کوک بود.
او در ۱۳ ژانویه ۱۹۷۶، کالدول با اجرای اپرای «لا تراویاتا» (به همراه بورلی سیلس) اولین رهبر زن تالار اپرای متروپولیتن نیویورک شد.